# Kurt Büttner
Kurt Büttner (* 6. Oktober 1926 in Königsberg (Preußen); † 16. April 1999 in Leipzig) war ein deutscher Historiker und Afrikanist.

## Leben
Büttner studierte von 1949 bis 1951 Philosophie und Geschichte in Leipzig. Nach der Promotion 1957 zum Dr. phil. an der Karl-Marx-Universität bei Walter Markov und Ernst Engelberg war er von 1960 bis 1964 Direktor des Afrika-Institutes an der Philosophischen Fakultät der KMU. Nach der Habilitation 1968 an der KMU Leipzig bei Alfred Kosing, Robert Wilhelm Schulz und Heinrich Loth war er von 1978 bis 1990 Professor für Philosophie Afrikas.
Er war mit Theodora Büttner verheiratet.

## Schriften (Auswahl)
- Die Anfänge der deutschen Kolonialpolitik in Ostafrika. Eine kritische Untersuchung an Hand unveröffentlichter Quellen. Berlin 1959.
- Zur politischen Funktion moderner westdeutscher Kolonialtheorien. Eine geschichtsphilosophische Untersuchung. Leipzig 1968.
- mit Christian Rachel: Zehn Lügen über Afrika. Berlin 1974.